# Frances Cleveland
Frances Clara Folsom Cleveland Preston (Buffalo, 1864 – 1947) was de vrouw van de Amerikaanse president Grover Cleveland en first lady tussen 1886-1889 en 1893-1897. Na haar huwelijk met de president nam ze de taak van first lady over van Rose Cleveland, de zus van de president die als first lady fungeerde toen hij nog niet gehuwd was.
Ze werd geboren als Frances Clara Folsom in Buffalo en was de dochter van Emma C. Harmon en Oscar Folsom. Haar zusje Nellie Augusta overleed voor haar eerste verjaardag. Grover Cleveland was een zakenpartner van vader Oscar en kocht de eerste kinderwagen voor Frances (Frank). Nadat Oscar overleed, zorgde Grover verder voor haar opleiding. Toen ze naar het Wells College ging, vroeg hij de toestemming aan haar moeder om haar te mogen schrijven en hij zorgde er ook voor dat haar kamer altijd vol bloemen stond. Hoewel Frank en haar moeder de inauguratie van Grover misten in 1885 bezochten ze hem wel nog diezelfde lente in het Witte Huis. Hun affectie voor elkaar werd een romance ondanks het leeftijdsverschil van 27 jaar; ze trouwden op 2 juni 1886 waardoor ze het eerste en tot heden enige presidentiële koppel werden dat in het Witte Huis trouwde.

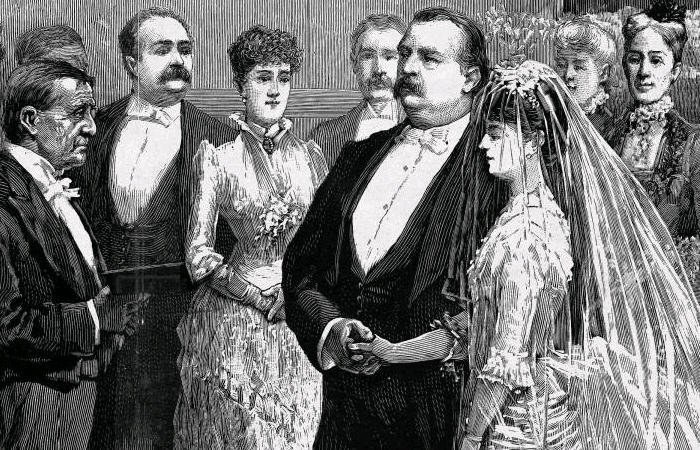
Frances Folsom trouwde president Grover Cleveland op 2 juni 1886, waardoor ze first lady werd.

Toen Frances Folsom mevrouw Cleveland werd, nam ze de taken van gastvrouw over van haar schoonzus Rose, die het niet erg vond om haar taak op te geven. Door haar charme werd ze vrij populair. Ze hield twee recepties per week, eentje op zaterdagmiddag zodat vrouwen die werkten vrij waren om te komen.
Nadat Grover de verkiezingen verloor in 1888 verhuisden ze naar New York waar hun eerste kind Ruth geboren werd. Vier jaar later werd de president wel herverkozen en de first lady keerde terug naar Washington. De meeste first lady’s waren al wat ouder en hadden al kinderen maar Frances was jonger en beviel twee keer in het Witte Huis, van Esther in 1893 en Marion in 1895. Toen ze het Witte Huis verlieten in 1897 was Frances een van de populairste first lady’s tot dan toe.
Ze kreeg nog twee zonen toen ze in Princeton, New Jersey woonden en bleef aan de zijde van haar man tot hij stierf in 1908.
Op 10 februari 1913 hertrouwde ze met Thomas Preston Jr., een professor in de archeologie.
Martha Washington ·
Abigail Adams ·
Martha Jefferson Randolph ·
Dolley Madison ·
Elizabeth Kortright Monroe ·
Louisa Adams ·
Emily Donelson ·
Sarah Yorke Jackson ·
Angelica Van Buren ·
Anna Harrison ·
Letitia Tyler ·
Priscilla Tyler ·
Julia Tyler ·
Sarah Polk ·
Margaret Taylor ·
Abigail Fillmore ·
Jane Pierce ·
Harriet Lane ·
Mary Lincoln ·
Eliza Johnson ·
Julia Grant ·
Lucy Hayes ·
Lucretia Garfield ·
Mary McElroy ·
Rose Cleveland ·
Frances Cleveland ·
Caroline Harrison ·
Mary Harrison McKee ·
Ida McKinley ·
Edith Roosevelt ·
Helen Taft ·
Ellen Wilson ·
Edith Wilson ·
Florence Harding ·
Grace Coolidge ·
Lou Hoover ·
Eleanor Roosevelt ·
Bess Truman ·
Mamie Eisenhower ·
Jacqueline Kennedy ·
Lady Bird Johnson ·
Pat Nixon ·
Betty Ford ·
Rosalynn Carter ·
Nancy Reagan ·
Barbara Bush ·
Hillary Clinton ·
Laura Bush ·
Michelle Obama ·
Melania Trump ·
Jill Biden ·
Melania Trump
- Bibliothèque nationale de France: cb169512084 (data)
- Catàleg d'autoritats de noms i títols de Catalunya: 981060022338006706
- Gemeinsame Normdatei: 124867960
- International Standard Name Identifier: 0000 0000 2706 2907
- Library of Congress Control Number: n86145337
- National Archives and Records Administration: 10570655
- Nationale bibliotheek van Australië: 49288287
- Nationale Bibliotheek van Israël: 987007339733505171
- SNAC: w6j20spz
- Trove: 1526294
- Union List of Artist Names: 500355347
- Virtual International Authority File: 50172280
- WorldCat: E39PBJc3P3MyQtD6GhY47rMVmd